# (100167) 1993 UN2
(100167) 1993 UN2 es un asteroide perteneciente al cinturón de asteroides, descubierto el 21 de octubre de 1993 por el equipo del Spacewatch desde el Observatorio Nacional de Kitt Peak, Arizona, Estados Unidos.